# Acide hyalobiuronique
L'acide hyalobiuronique est le monomère de l'acide hyaluronique.
Son nom officiel est l'acide β-D-glucuropyrannosyl(1→3)-β-D-2-N-acétylglucosamine. Il fait partie de la famille des glucides.
Présent dans le liquide synovial, cet acide est sécrété par les cellules synoviales et agit comme lubrifiant des surfaces articulaires.